# Nagyszentjános
Nagyszentjános je obec v severozápadním Maďarsku v župě Győr-Moson-Sopron v okresu Győr poblíž slovenských hranic. K 1. lednu 2015 zde žilo 1 791 obyvatel.

## Historie
První písemná zmínka o obci pochází z roku 1216. Ale už i předtím bylo území obce osídleno.

## Geografie
Obec se nachází od města s župním právem Győr asi 16 km západně.
Severní hranicí katastru protéká řeka Dunaj (maďarsky Duna). Obec se nachází ve výšce 119 m n. m.

## Doprava
Jižní hranicí katastru obce vede dálnice M1, která nahradila původní státní silnici 1, která vede přímo obcí.
Obcí dále prochází hlavní železniční trať z Budapešti přes Hegyeshalom do Rajky, na které se nachází stanice Nagyszentjános.